# Hyperaspis psyche
Hyperaspis psyche är en skalbaggsart som beskrevs av Thomas Casey 1899. Hyperaspis psyche ingår i släktet Hyperaspis och familjen nyckelpigor. Inga underarter finns listade i Catalogue of Life.